# Soteriscus colasi
Soteriscus colasi is een pissebed uit de familie Porcellionidae. De wetenschappelijke naam van de soort is voor het eerst geldig gepubliceerd in 1960 door Albert Vandel.